# Taxidermie

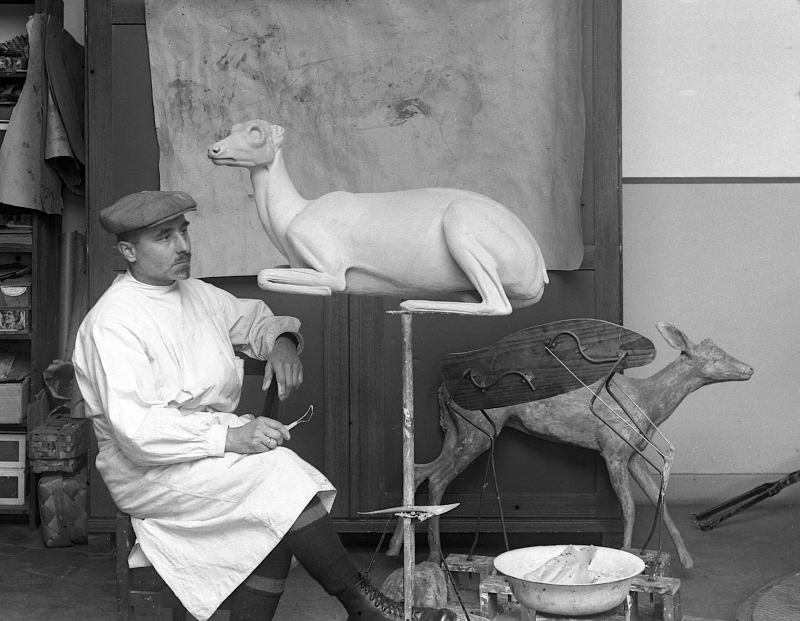
Der Präparator Joseph Burger bei der Arbeit (1923)

Taxidermie (griechisch-neulateinisch) ist eine Kunst der Haltbarmachung von Tierkörpern zu Studien-, Lehr- oder Dekorationszwecken. Die Taxidermie wird an Wirbeltieren vorgenommen. Sie ist damit ein Teilgebiet der Tierpräparation.

## Entwicklung

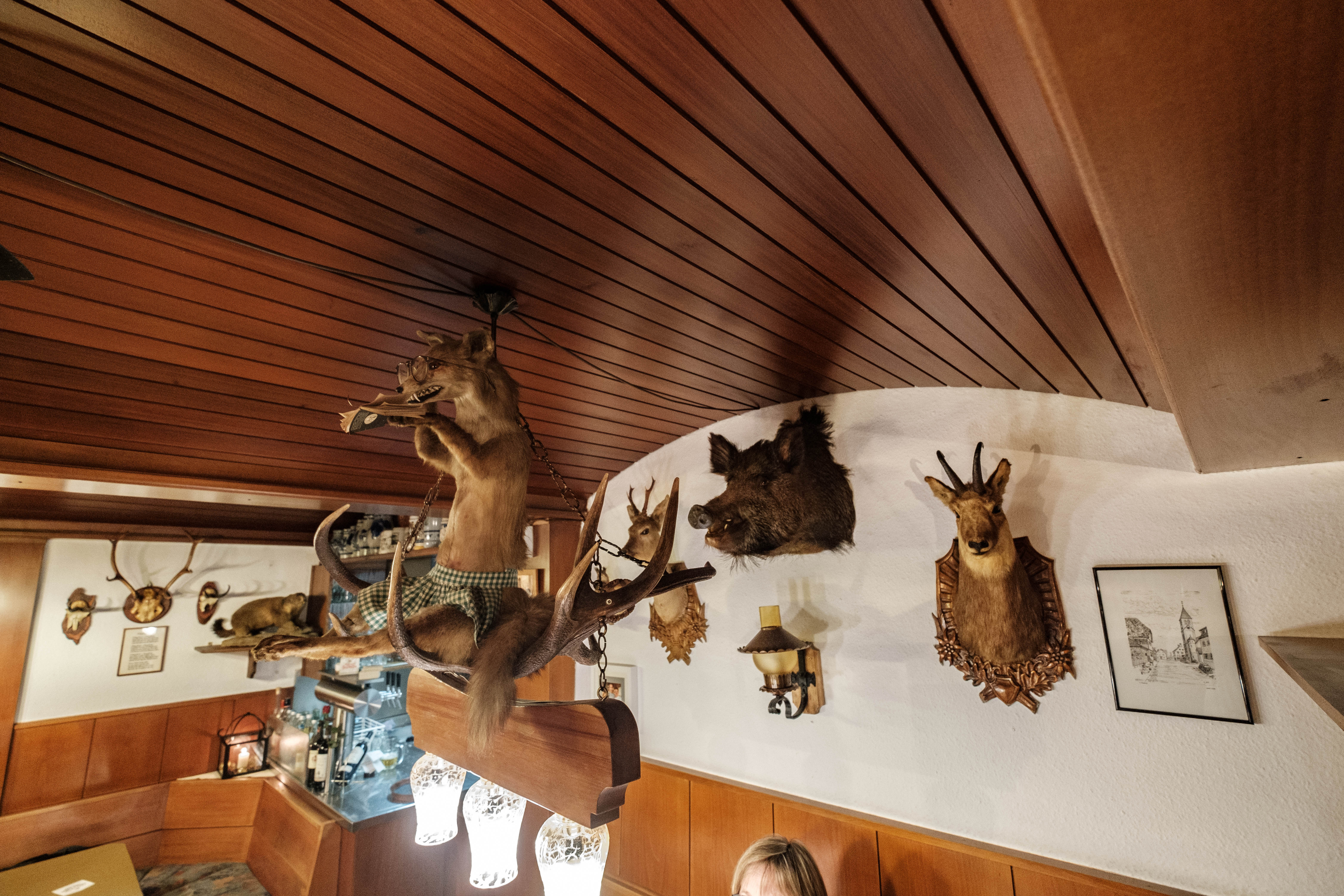
Ausgestopfte Tiere in einem Restaurant in Tübingen

In den 1770er Jahren entwickelte der Apotheker Jean-Baptiste Bécœur ein arsenhaltiges Konservierungsmittel, mit dem auch größere Tierhäute konserviert werden konnten, gab seine Erfindung aber nicht preis. Im Jahr 1820 wurde das Mittel von dem französischen Zoologen und Tierpräparator Louis Dufresne (1752–1832) in den Handel gebracht. Seit Mitte des 19. Jahrhunderts wurden Tierkörper in der Präparation nicht mehr ausgestopft wie Kopfkissen, sondern entsprechend ihrer Anatomie und natürlichen Haltung in Position gebracht. Die gegerbte Haut mit Federn/Haaren wird seit dieser Zeit auf einen korrekt angefertigten Grundkörper aufgebracht. Um diesen herstellen zu können, bedarf es umfangreicher Kenntnisse in Anatomie, Ethologie und Statik. Darüber hinaus sind gute Präparatoren auch immer Künstler, die ebenso gelungen plastisch arbeiten können. Nicht wenige Präparatoren/Dermoplastiker sind insbesondere durch ihre Kunstplastiken von Tieren berühmt geworden (Akeley, ter Meer). Das älteste in Europa erhaltene Tierpräparat ist der Ingolstädter Schwedenschimmel von 1632. Kulturhistorisch bedeutende Präparate der Barockzeit sind auch diejenigen dreier markgräflicher Pferde, die in der Residenz Ansbach ausgestellt sind.

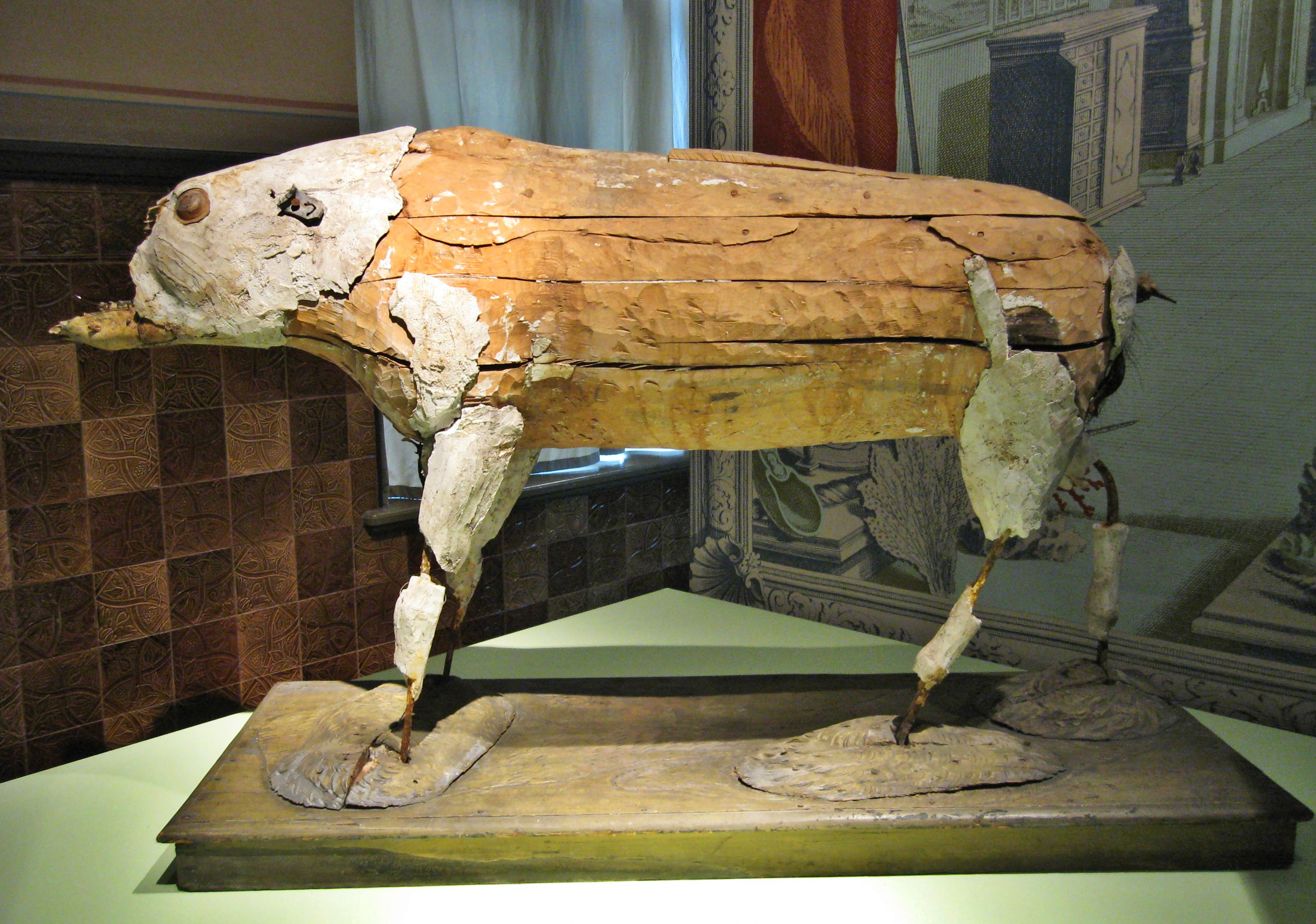
Fragmente eines präparierten Wildschweins von 1721; erlegt von Friedrich Wilhelm I.

Der Großteil der heute in wissenschaftlichen Sammlungen verwahrten Präparate von Vögeln und kleinen Säugetieren wird allerdings als Balg, d. h. als ausgestopfte Haut mit Federn oder Haaren, aufgehoben. Solche Bälge haben gegenüber Dermoplastiken für die wissenschaftliche Arbeit Vorteile: sie sind kostengünstig, werden oder wurden bereits am Sammlungsort weitgehend fertiggestellt (und etikettiert), und sie können raumsparender in staub- und lichtdichten Schubladen aufgehoben werden. Die Verwahrung in Schubladen erleichtert das Durchmustern größerer Serien, ohne wie bei Dermoplastiken in Schränken und Vitrinen herumräumen zu müssen.
Die Färbung des Fells beziehungsweise des Gefieders ist genauso gut beurteilbar wie bei Dermoplastiken, und Messwerte sind oft einfacher zu nehmen. Sockel und Körperhaltung bei Dermoplastiken erschweren oft den Zugang zu wichtigen Körperpartien. Größere Säugetiere werden oft für wissenschaftliche Zwecke als Fell gesammelt, dies spart ebenfalls viel Platz. Außerdem entfällt bei der Präparation als Balg oder Fell die Interpretation der „natürlichen“ Körperhaltung durch den Dermoplastiker, welche die wissenschaftliche Neutralität stören würde.

## Verfahren

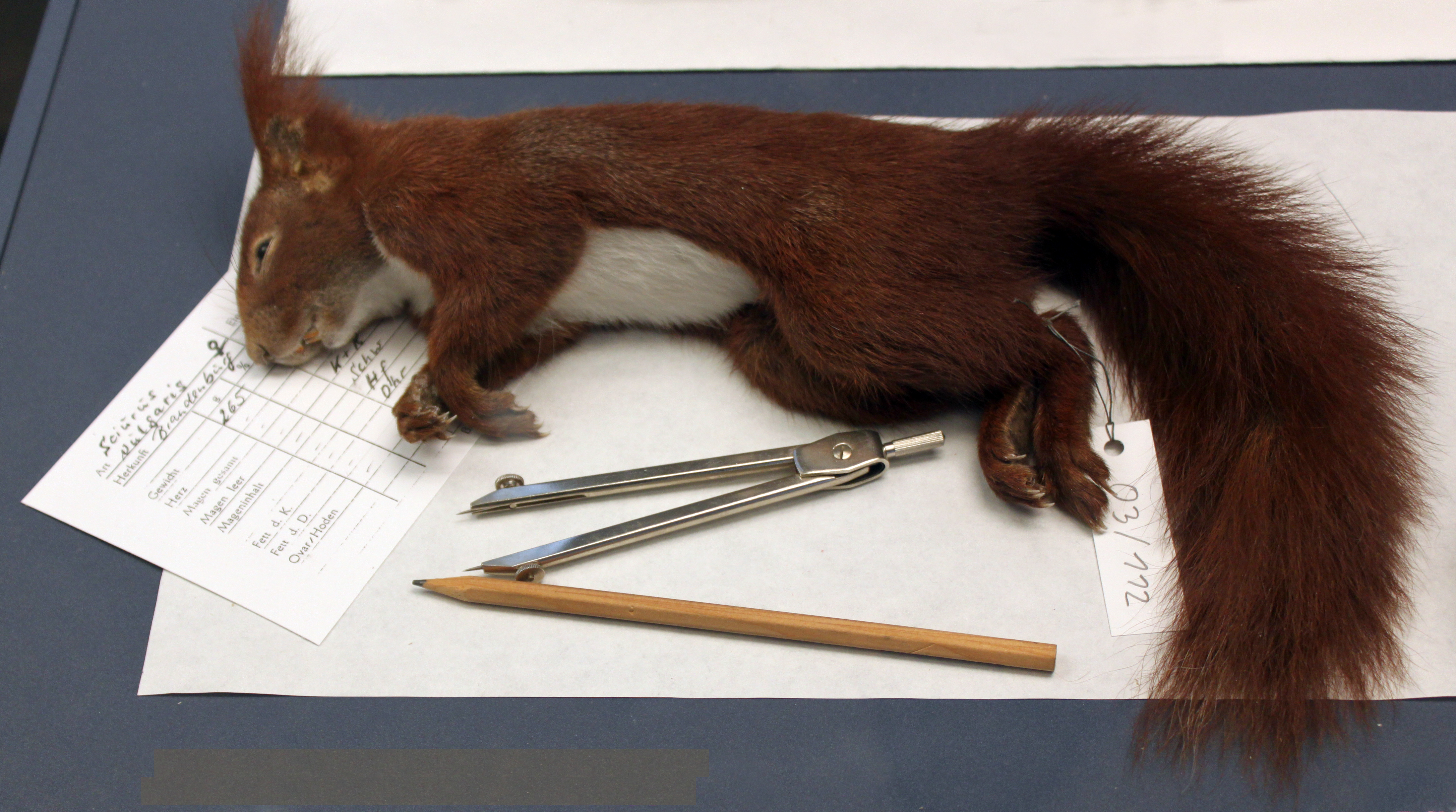
1. Vorbereitung (Datenerfassung)

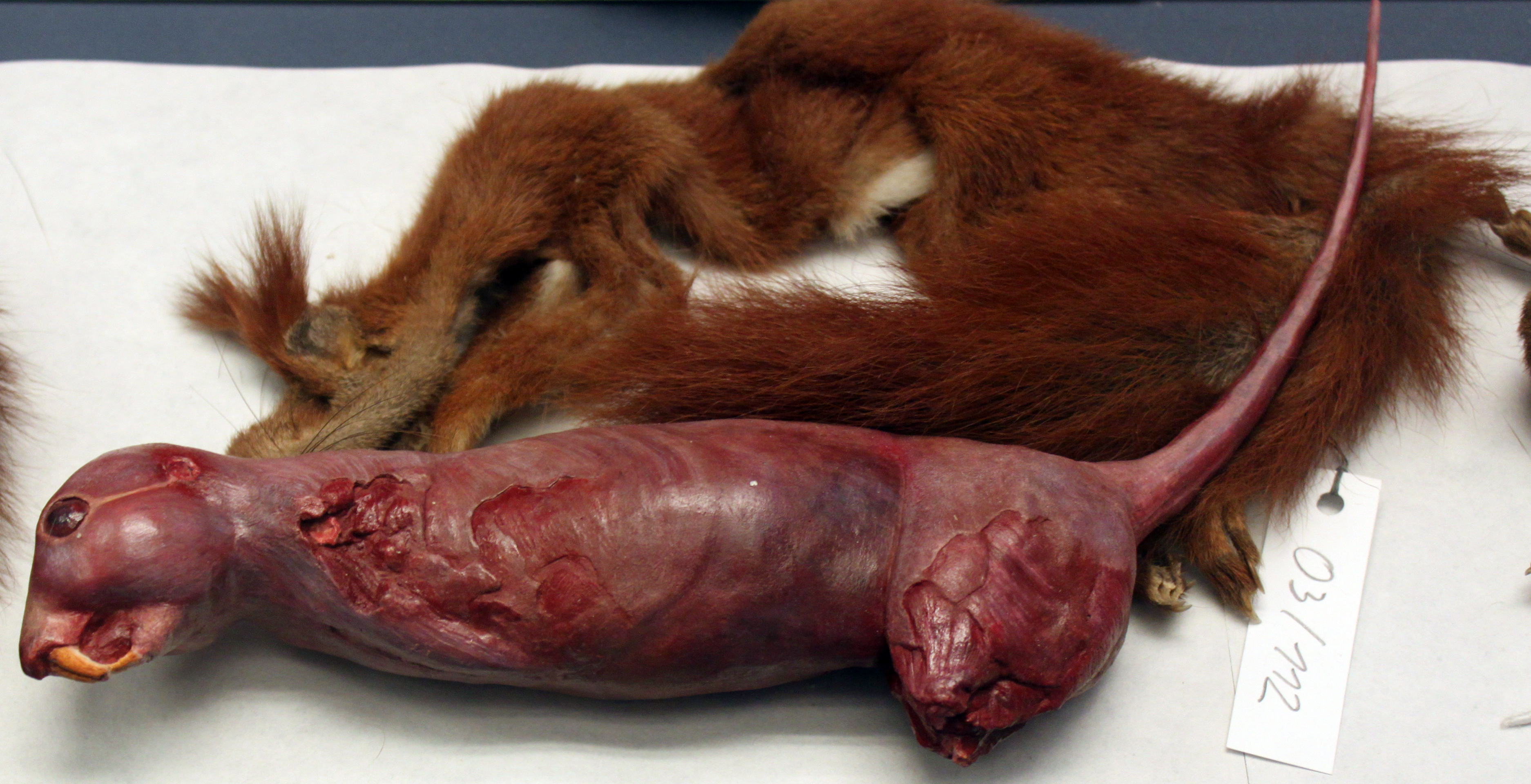
2. Abbalgen

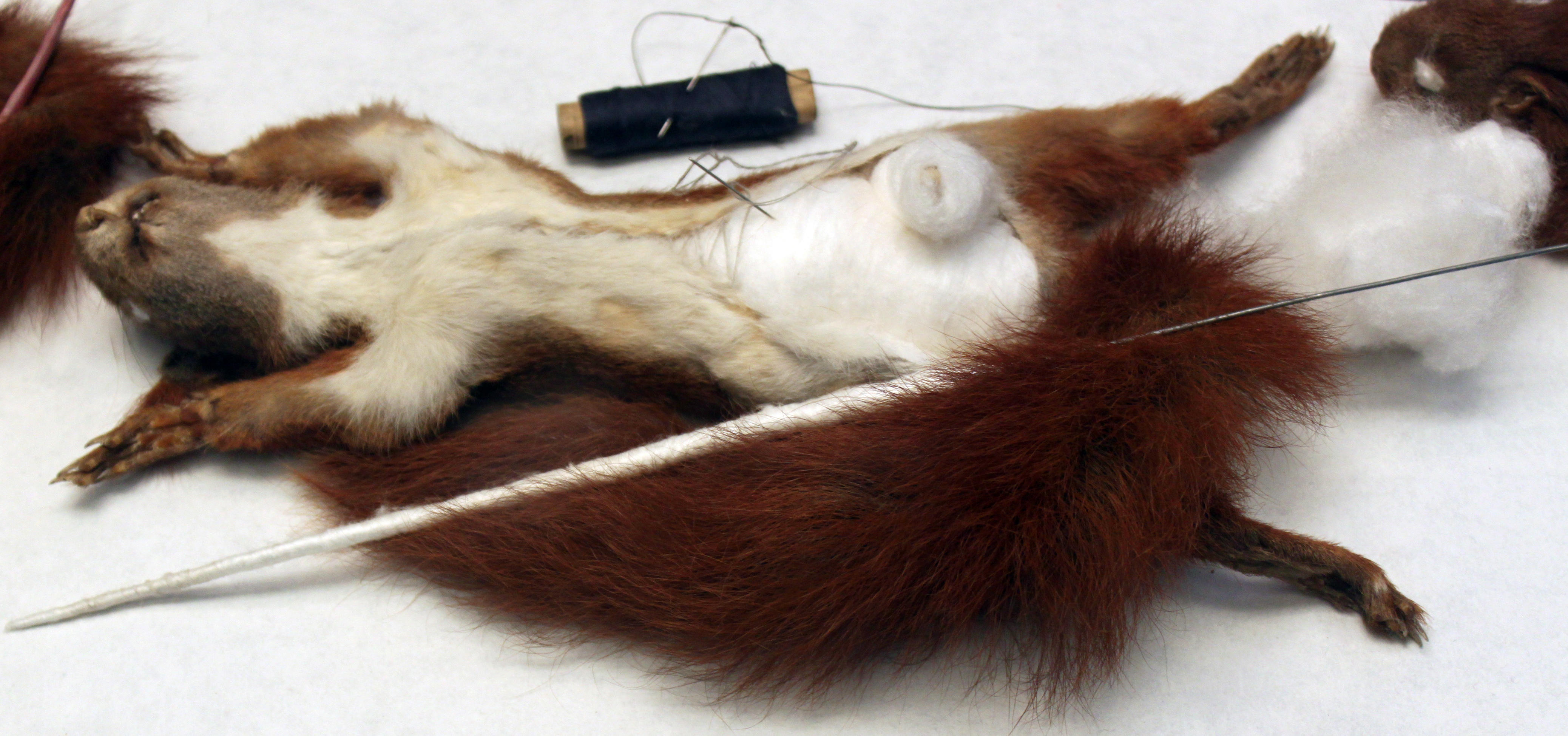
3. Ausstopfen

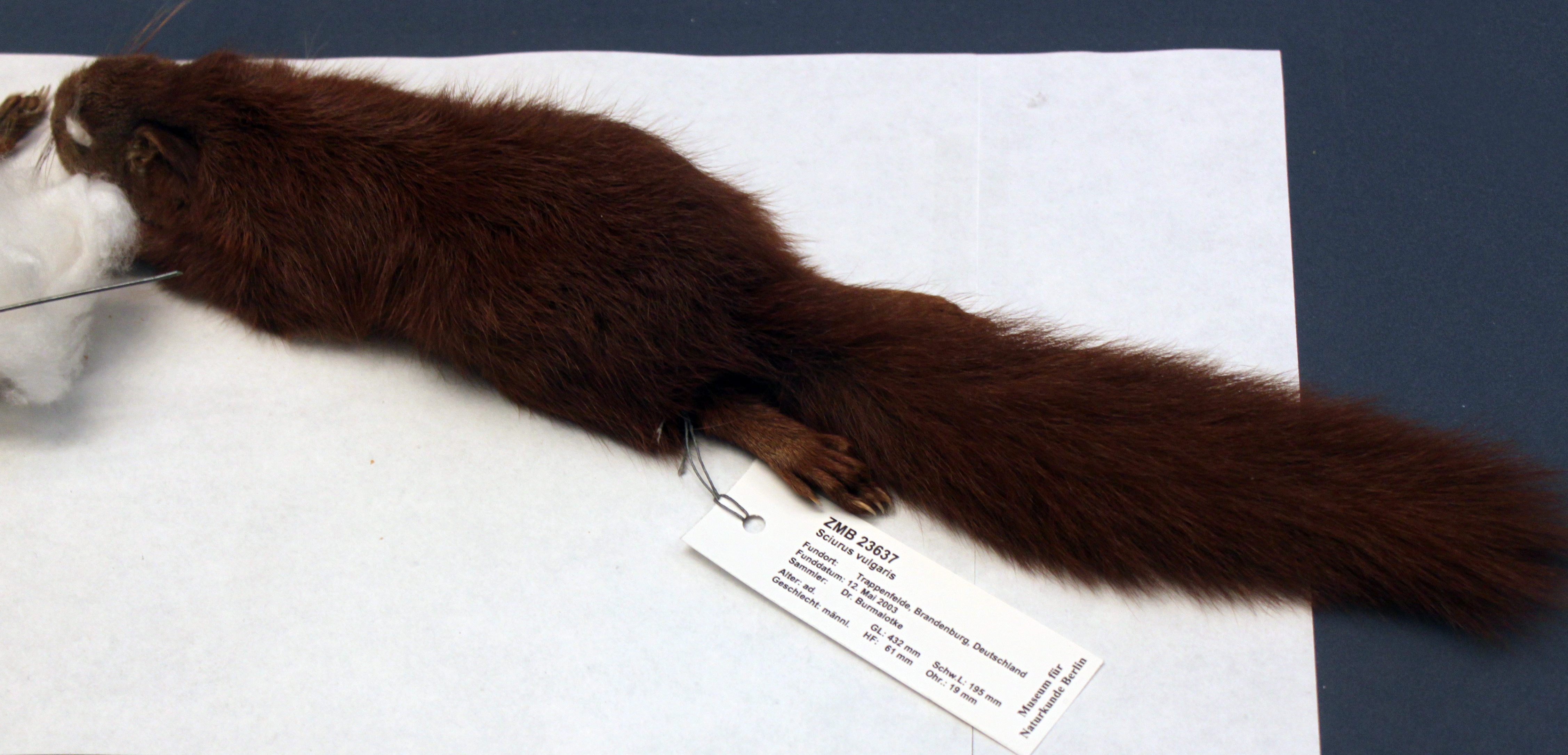
4. Etikettieren

Im Zusammenhang mit der Präparation von Wirbeltieren zu Schaustücken wird seit Philipp Leopold Martin von Dermoplastiken gesprochen (griechisch derma = Haut, plastein = bilden). Zu den ersten Dermoplastikern zählen neben Martin Friedrich Kerz (Stuttgart, Darmstadt, 1842–1915), Herman H. ter Meer (Leiden, Leipzig, 1871–1934), Carl E. Akeley (Chicago, New York, 1864–1926), Karl Küsthardt (Darmstadt, 1865–1949), Joseph Burger (Wiesbaden, 1875–1956). Die Haltbarmachung der Tierhaut erfolgt meistens durch Gerbung oder durch die Fixierung.
Im anglo-amerikanischen Raum wird der Begriff Taxidermist anstelle von Präparator verwendet, obwohl auch dort nicht nur Wirbeltiere präpariert werden. Grundsätzlich wird, ähnlich wie in der Bildhauerei, der Grundkörper durch Ergänzung eines Materials aufgebaut (z. B. Ton) oder aus einem Block herausgearbeitet (z. B. PU-Block). In einem weiteren Schritt kann dieser Grundkörper dann über eine Negativform in einem leichteren Material nochmals abgegossen werden. Als besonders wichtig hat sich im Laufe der Zeit herausgestellt, dass dieser Grundkörper nicht zu hart sein sollte. Die aufgebrachte Haut ist organischen Ursprungs und reagiert auf klimatische Veränderungen durch Größenveränderung. Ist der Grundkörper zu hart (z. B. aus Gips), reißt bei wiederholter Ausdehnung auch die gegerbte Haut. Solche Schäden sind nur schwer zu restaurieren und daher sollten solche Dermoplastiken in klimatisierten Räumen untergebracht werden. Insbesondere sind die von Friedrich Kerz hergestellten Dermoplastiken von Großsäugern in einem recht guten Zustand erhalten geblieben, da er den Grundkörper überwiegend aus aufgenähtem Stroh herstellte, das entsprechend flexibel bleibt.
Dermoplastiken sind aber auch noch aus weiteren Gründen gefährdet. Im Zusammenhang mit der sogenannten sauren Weißgerbung wird noch bis heute Alaun in Verbindung mit Säuren verwendet. Bei nicht-ausreichender Neutralisation der Säuren kann das Kollagen im Leder hydrolysieren, ähnlich dem Säurefraß im Papier, der Bibliotheken bedroht. Auch Felle unterstehen nach der Alaun-Behandlung diesem Prozess, wodurch nach wenigen Jahren die Haut zerfallen kann. Daneben können Reste von biologischen Fetten ranzig werden und langfristig zum Fettfraß führen. Die Bindung von Feuchtigkeit und Schwefeldioxid kann durch die Entstehung schwefliger Säure zum roten Zerfall führen. Darüber hinaus können die Larven der Kleidermotte und verschiedene Arten der Speckkäfer (Gemeiner Pelzkäfer, Brauner Pelzkäfer) zu Fraßschäden führen. Bei zu feuchter Lagerung können verschiedene Schimmelpilze und Bakterien zu einer Zersetzung führen.

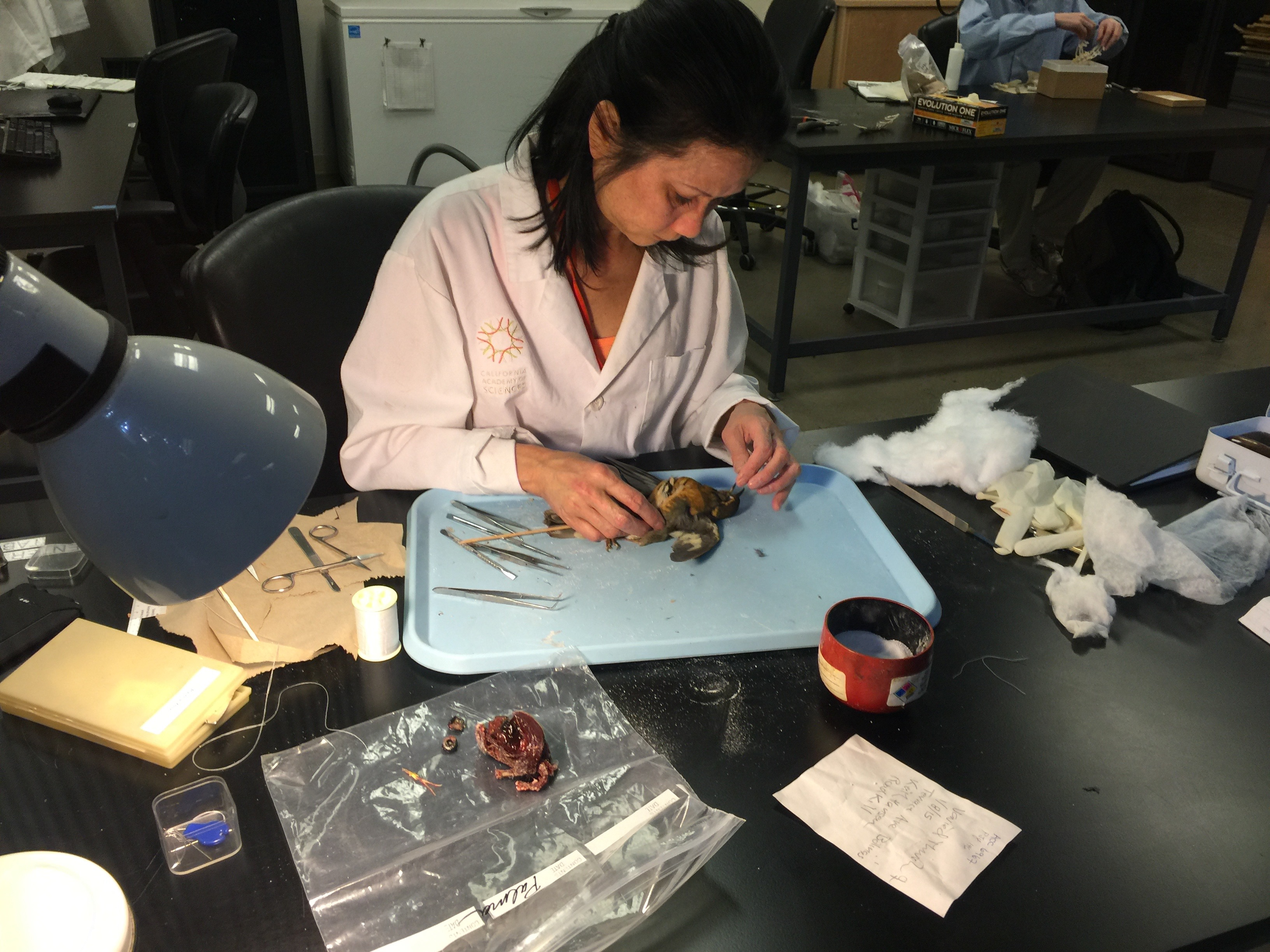
Präparatorin mit Vogelbalg, California Academy of Sciences

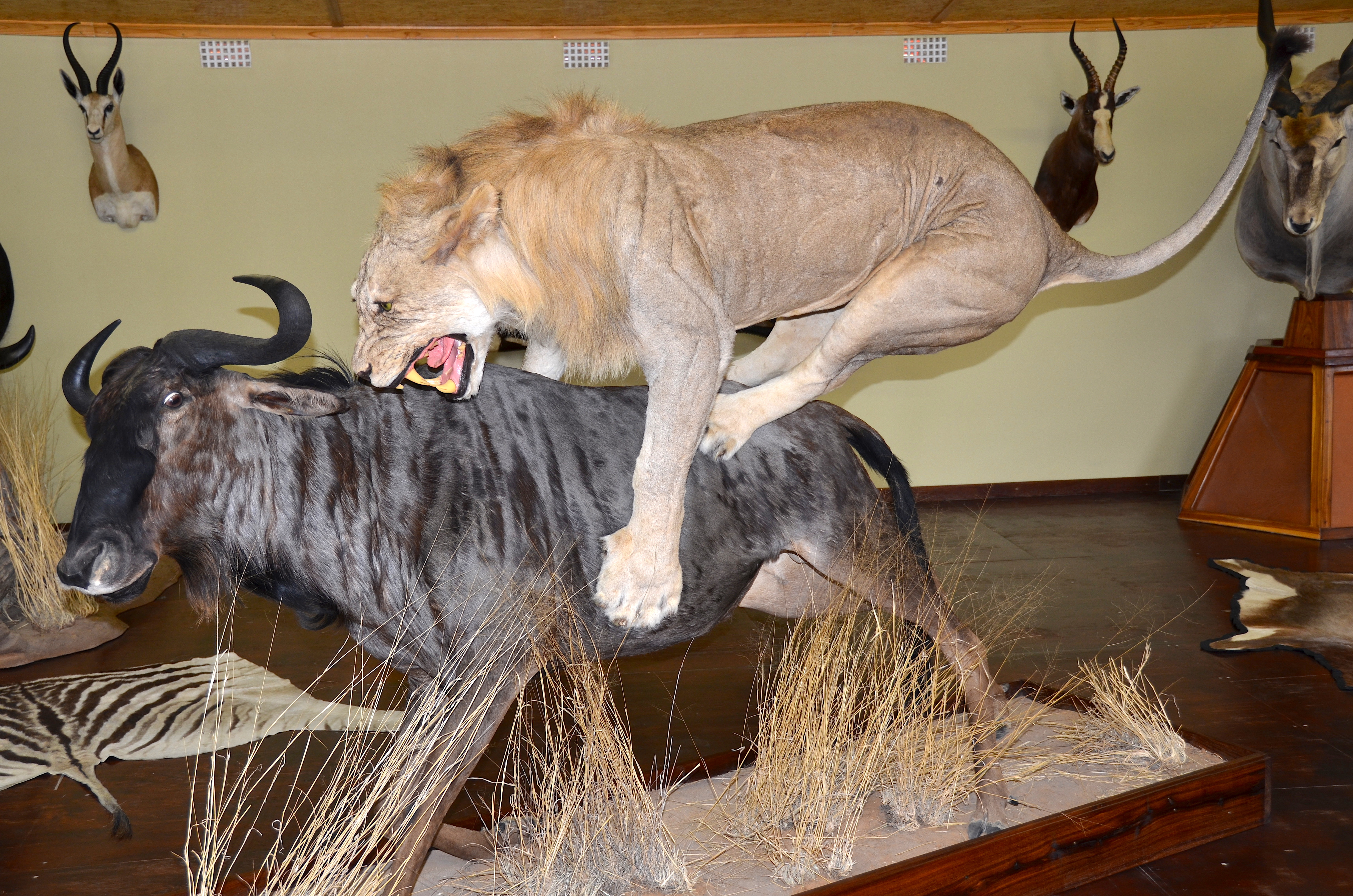
Präparierter Löwe und Streifengnu in Namibia

Im Allgemeinen verläuft die Ganzkörperpräparation bei jedem Tier ähnlich (bei Teilpräparationen wird das folgende Verfahren an das entsprechende Körperteil angepasst). Zunächst wird die Haut auf der Unterseite des Tieres mit einem Schnitt eröffnet und abgezogen; Gliedmaßen verbleiben bis zu einem bestimmten Punkt an dem Balg, der nun gegerbt werden muss. Nach dem Abziehen ist zu beachten, dass sämtliche Fett- und Muskelreste von der Innenseite der Haut entfernt werden müssen, da sie später Fell oder Gefieder verschmutzen oder ranzig werden können. Neben der Herstellung eines künstlichen Körpers aus einem Block gibt es auch die Möglichkeit, den Körper aus einem zuvor angepassten Drahtgestell zu erstellen, welches fest mit Garn umwickelt wird, bis es den ursprünglichen Maßen des zu präparierenden Tieres entspricht.
Es besteht sowohl die Möglichkeit, dem Präparat einen angepassten im Handel erhältlichen künstlichen Schädel zu geben, als auch den Originalschädel ebenfalls zu präparieren und diesen dann in das Präparat einzusetzen. Auf den fertigen Kunstkörper werden nun der Balg (die abgezogene Haut mit Haaren oder Federn) aufgezogen, die Gliedmaßen bzw. Flügel mit einem Draht fixiert, dem natürlichen Aussehen des Tieres entsprechende Glas- oder Kunststoffaugen mit Hilfe von Ton oder Plastilin in den Schädel eingesetzt und der Balg anschließend vernäht.

## Zur Konservierung eingesetzte Insektizide
Bei der Taxidermie wurden im 19. und 20. Jahrhundert viele verschiedene Insektizide zur Konservierung der Tierpräparate verwendet. Sehr häufig wurden Arsen (-Verbindungen, Arsenik), Paradichlorbenzol, Tetrachlorkohlenstoff, Lindan und Cyanid (Kaliumcyanid) dafür genutzt. Es wurden außerdem Schwefelkohlenstoff, Naphthalin, PCP, DDT, DDVP, Quecksilber und -chlorid, Salmiakgeist, Borax (Natrium biboraciccum) und Formaldehyd zur Konservierung genutzt. Es wurden meist sehr hohe Konzentrationen dieser Gifte auf die Tierpräparate aufgetragen:

„Arsenik (Arsentrioxid) ist das gebräuchlichste Mittel gegen Schadinsektfraß (Mottenraupen, Speck-, Pelz- und Museumskäfer). Früher war es üblich, 40 g reines Arsenik in 100 g lauwarmem Wasser aufzulösen. Diese Giftmischung wurde auf die Rückseite des Fells oder auf die Fleischseite der Vogelhaut gestrichen.“

Es gibt Belege für die Nutzung solcher Gifte in vielen Büchern von Präparatoren aus der Zeit von 1868 bis 1996. Die zu dieser Zeit genutzten Stoffe stellten aber gravierende gesundheitliche Gefahren für die Menschen dar, die mit ihnen in Kontakt kamen. Dies wurde jedoch erst Jahrzehnte später entdeckt und stellt nun ein großes Problem für moderne Präparatoren dar, da diese häufig in Kontakt mit derart kontaminierten Präparaten kommen.

## Restaurierung von historischen Präparaten
Eine Herausforderung ist die Restaurierung historischer Präparate. Werden in naturwissenschaftlichen Sammlungen oft beschädigte Elemente erneuert, bemühen sich kulturhistorische Sammlungen in der Regel um den Erhalt der Originalsubstanz. In dem Fall ist eine enge Zusammenarbeit von Präparatoren und Restauratoren nötig. Ein Beispiel einer kulturhistorischen Restaurierung stellt die Restaurierungskampagne dreier Pferdepräparate des 18. Jahrhunderts aus dem Bestand der Bayerischen Schlösserverwaltung in der Residenz Ansbach dar.

## Darstellung in der Populärkultur
- Wilhelm Busch macht sich 1866 in Die Strafe der Faulheit schadenfroh über falsch verstandene Tierliebe lustig, die damit endet, dass der übergewichtige Hund Schnick als ausgestopfter Dekorationsartikel in den Haushalt seiner vormaligen Besitzerin zurückkehrt.[10]
- In Alfred Hitchcocks Film Der Mann, der zuviel wusste von 1956 dient die Nebenrolle des Taxidermisten Ambrose Chappell (gespielt von Richard Wordsworth) als Red Herring. Die Hauptfigur des Films Dr. Benjamin McKenna (James Stewart) hält Chappell aufgrund eines Missverständnisses für ein Mitglied eines Terrornetzwerks, dieser und seine Angestellten im Gegenzug McKenna für einen Verrückten. Hitchcock setzt die Szene gezielt humoristisch ein, als die Taxidermisten einerseits McKenna überwältigen wollen, andererseits während der Rangelei hastig die präparierten Tiere – einen Sägefisch, einen Leoparden und einen Löwen – vor Beschädigung bewahren. McKenna verfängt sich zudem mit seiner Hand im Maul eines Tigers, ehe er sich losreißen kann.[11][12] Als filmischer Schauplatz dienten die realen Taxidermisten Edward Gerrard & Sons.[13]
- Die schwarzhumorige Kurzgeschichte Die Wirtin (Originaltitel: The Landlady, 1959) von Roald Dahl, handelt von einer Zimmerwirtin, deren Hobby das Präparieren ist, einschließlich ihrer menschlichen Besucher (deutsche Ausgabe im Sammelband Küßchen, Küßchen!, 1960, diverse Neuauflagen[14]).
- Im Roman Beatrice and Virgil (deutsch: Ein Hemd des 20. Jahrhunderts) 2010, von Yann Martel spielt ein Taxidermist eine wichtige Rolle. Das Präparieren von Tieren wird ausführlich beschrieben.
- Die Figur Barry aus dem Film Dinner für Spinner ist ausgebildeter Taxidermist, der als Hobby Mäuse präpariert.
- In der Fernsehserie Bates Motel erlernt die Hauptfigur Norman Bates das Präparieren vom Vater seiner Freundin und verfolgt das Hobby dann intensiv im eigenen Keller.

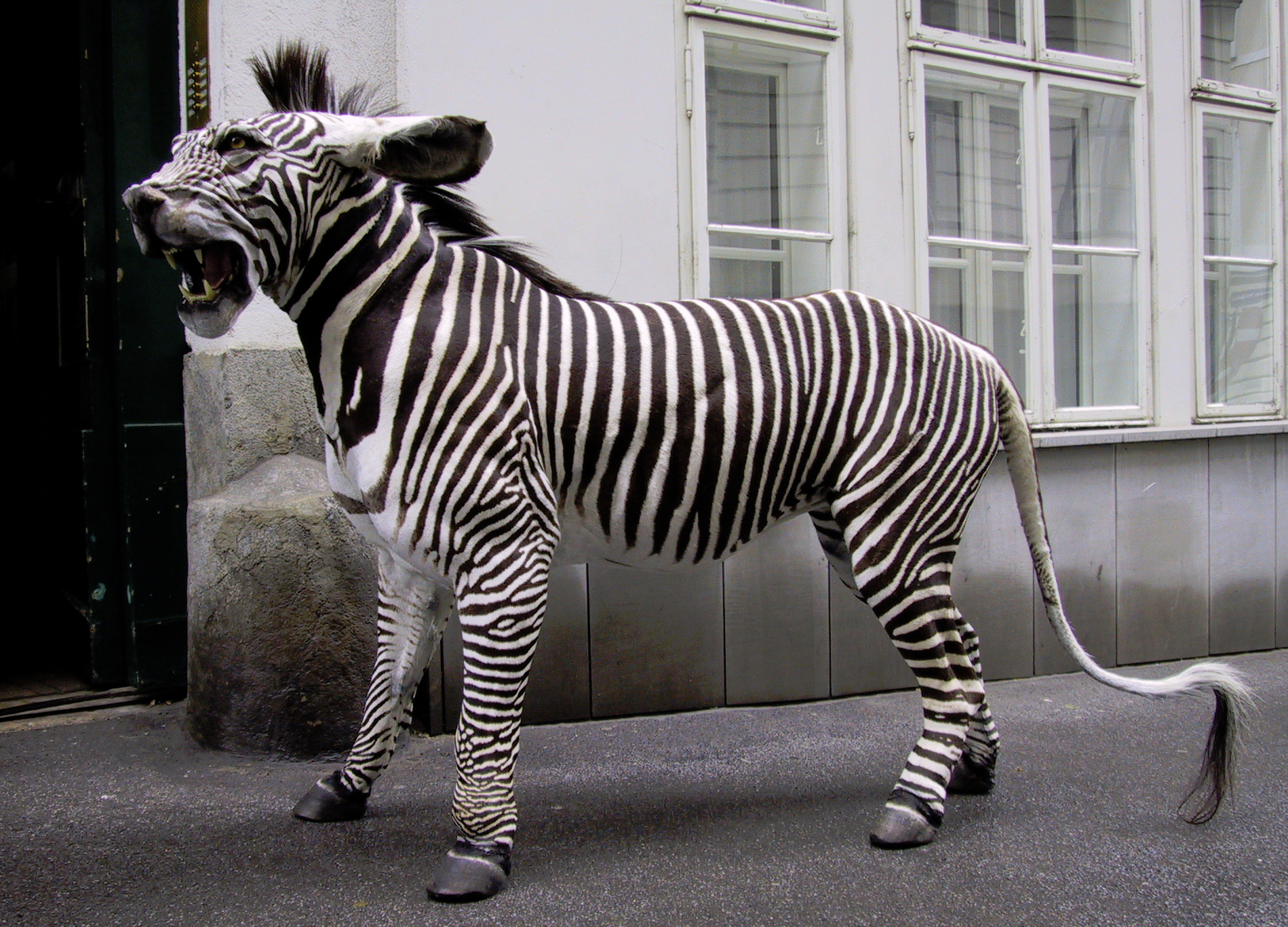
Zebra mit der Kopfform eines Löwen. Kunstwerk von Deborah Sengl (2004)

## Bekannte ausgestopfte Tiere
- Bruno, der Problembär
- Leo, der Löwe von Gripsholm